# 장샹샹
장샹샹(중국어 간체자: 张湘祥, 정체자: 張湘祥, 병음: Zhāng Xiāngxiáng, 한자음: 장상상, 1983년 7월 16일~)은 중화인민공화국의 역도 선수이다. 2000년 하계 올림픽 남자 밴텀급에서 동메달을 획득했으며 2000년 하계 올림픽 남자 페더급에서 금메달을 획득했다.